# Тіно Хрупалла
Тіно Хрупалла (нім. Tino Chrupalla; нар. 14 квітня 1975, Вайсвассер, Саксонія) — німецький політик, член правої партії «Альтернатива для Німеччини» (АдН), депутат Бундестагу з 2017 року. У листопаді 2019 року Александер Гауланд запропонував його кандидатуру для заміщення на посаді співголови, згодом обраний на цю посаду. З 2019 року обіймав посаду голови та провідного речника АдН.

## Біографія
Народився 14 квітня 1975 року у Вайсвассері, тоді Східна Німеччина. 2003 року за фаховими іспитами здобув кваліфікацію маляра та лакувальника. Пізніше став власником будівельної компанії. Одружений, має двох дітей.
У березні 2020 року загорівся його автомобіль. Поліція припускала підпал, але підтверджень не знайшлося. Хрупалла засудив дії як прямий напад на його сім'ю.
У жовтні 2023 року ушпиталений через ймовірну атаку із застосуванням шприца, незадовго до виступу на передвиборчому мітингу. Це сталося за кілька днів після того, як Аліса Вайдель скасувала публічний мітинг через велику кількість ознак нападу на її сім'ю. Свідок розповів, що лідер партії зробив кілька селфі, а потім знепритомнів. Андреас Айхеле, речник департаменту поліції Верхньої Баварії, сказав, що залишається незрозумілим, чи на політика напали, чи він впав, чи просто почувається погано. Додавши, що поліція нічого не виключає і що розслідування триває.

## Політична кар'єра

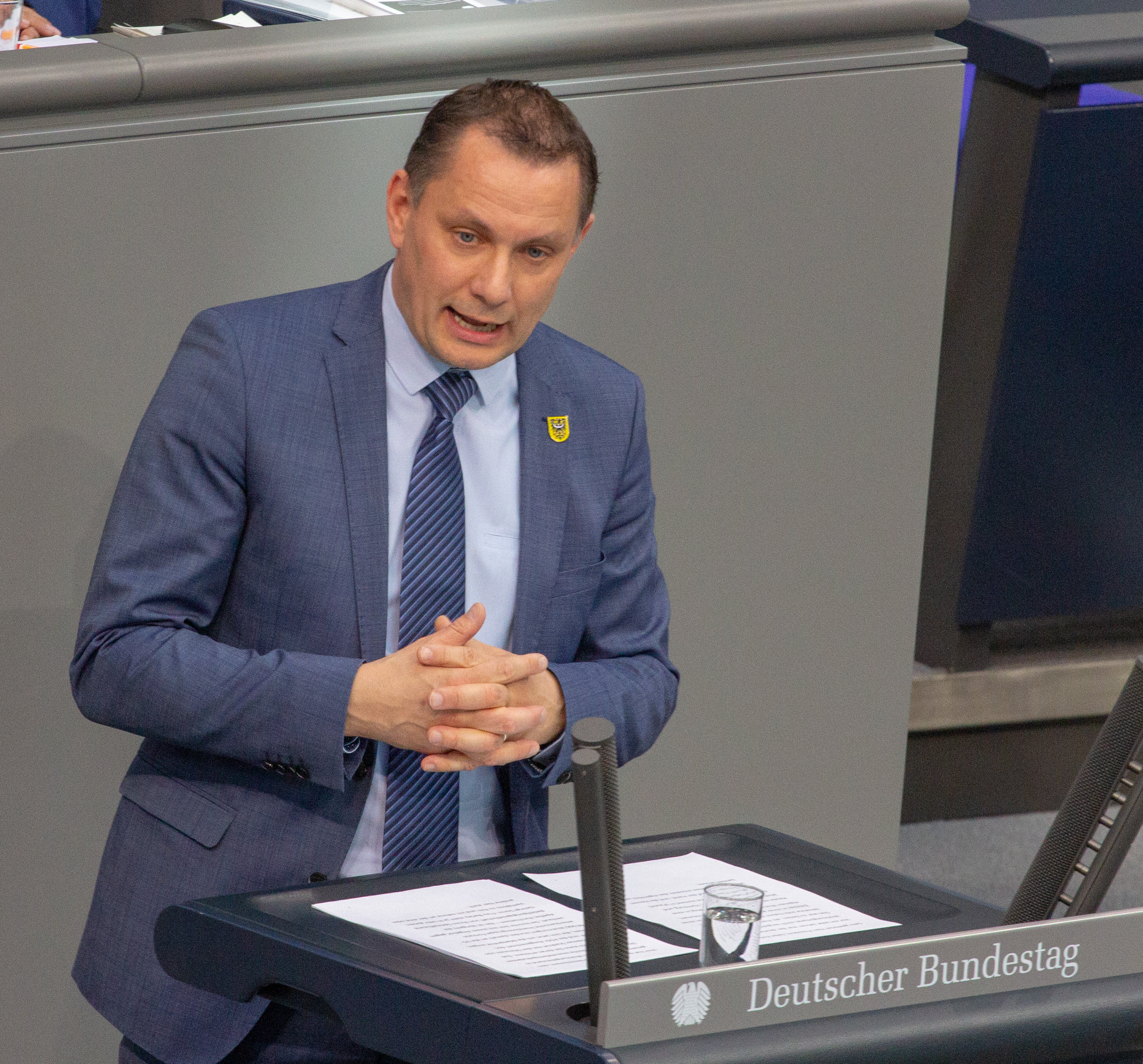
Хрупалла у 2019 році

У 1990-х роках приєднався до Християнсько-демократичної молоді, пов'язаної з ХДС, 2015 року став членом АдН, а 2016 року обраний до окружного комітету Герліца. На парламентських виборах у Німеччині 2017 року переміг Міхаеля Кречмера, пізніше міністра-президента Саксонії, у виборчому округу Герліц.
Один із п'яти заступників голови федеральної парламентської групи АдН.
Напередодні парламентських виборів у Німеччині 2021 року був провідним кандидатом від АдН до Бундестагу разом з Алісою Вайдель. Разом з нею обраний керівником групи парламентської групи АдН у Бундестазі 30 вересня 2021 року, замінивши Александера Гауланда, який залишився почесним головою в рамках перегляду посади.

## Політичні погляди
Німецька газета «Die Zeit» схарактеризувала Хрупалла як одного з відносно поміркованих членів парламентської фракції АдН. Напередодні парламентських виборів у Німеччині 2021 року назвав безпеку кордону головною проблемою та закликав Німеччину відновити прикордонний контроль, щоб «стримувати прикордонну злочинність». Як федеральний речник, неодноразово закликав АдН об'єднатися і «перестати мислити таборами».
Під час дебатів у Бундестазі 8 листопада 2019 року на тему 30 років падіння Берлінської стіни сколихнув присутніх, звинувативши канцлера Ангелу Меркель у тому, що вона навчилася у Вільної німецької молоді у Східній Німеччині, як утримувати людей в строю з пропагандою та агітацією, основаною на «стратегіях панування та дезінтеграції».
На запрошення Міноборони РФ влітку 2021 року виступив на конференції з доповіддю про «психологічну війну» союзників після Другої світової війни, перевиховання якої нібито мало тривалий вплив на німецьку національну ідентичність. Хрупалла порівняв передбачувану політику західних союзників після 1945 року з нацистською пропагандою.
Коли через півтора року відбулося російське вторгнення в Україну, він сказав: «Ця війна також має кількох батьків. … Звичайно, роль НАТО і роль федерального уряду Німеччини також повинні обговорюватися тут».
У грудні 2021 року висловився проти обов'язкових щеплень від Covid під час дебатів на телешоу, але стверджував, що вакцинація мала б сенс для людей похилого віку та тих, хто раніше хворів. На слова ведучого, що лікарі відділень інтенсивної терапії підтвердили, що 80 — 90 % пацієнтів з Covid з відділень інтенсивної терапії були нещеплені, Хрупалла стверджував, що ці цифри не підтверджені, і звинуватив скорочення бюджету та скорочення медичних відділень як проблему перевантажених відділень інтенсивної терапії.
Висловлювався проти обмежень китайських технологій і підтримав міністра закордонних справ Китаю Цінь Ґанга в його мирних посередницьких зусиллях урегулювання Російсько-української війни.
У листопаді 2023 року разом з Петром Бистроном зустрівся з лідером сербської ультраправої партії «Завітники» Міліцею Джурджевич-Стаменковською, яка на запрошення АдН відвідала Бундестаг у Берліні й описала партію як «провідну суверенну та державотворчу опцію в Німеччині».
Знаний схваленням політики Володимира Путіна. Видання «Економіст» зазначає, що 2023 року на прийомі в посольстві РФ у Берліні з нагоди Дня Перемоги Тіно Хрупалла з'явився зі значком російського прапора.